# Molgula tectiformis
Molgula tectiformis är en sjöpungsart som beskrevs av Nishikawa 1991. Molgula tectiformis ingår i släktet Molgula och familjen kulsjöpungar. Inga underarter finns listade i Catalogue of Life.